# Seleção Chinesa de Rugby Sevens Feminino
A Seleção Chinesa de rugby sevens representa a China nos torneios de rugby sevens. A equipe, dirigida pela Associação Chinesa de Rugby, compete anualmente na Série Mundial Feminina de Rugby Sevens, bem como na Copa do Mundo de Rugby Sevens, nos Jogos Olímpicos e nos Jogos Asiáticos.

## História
A China foi campeã asiática de sevens feminino em 2014. Elas se classificaram para a Copa do Mundo de Rugby de Sevens de 2018 depois de terminar a Série de Sevens Feminino de Rugby da Ásia de 2017 em segundo lugar, e ficaram em 12º lugar geral na Copa do Mundo.
A China se classificou para as Olimpíadas de 2020 no Torneio de Qualificação Olímpica de Sevens Feminino de Rugby da Ásia de 2019. Em 2024, participaram do World Rugby Sevens Challenger Series; elas venceram a primeira rodada da série que aconteceu em Dubai.

## Desempenho

### Jogos Olímpicos
| 2016  | Não se classificou | Não se classificou | Não se classificou | Não se classificou | Não se classificou | Não se classificou |
| 2020  | Quartas de final   | 7                  | 6                  | 2                  | 0                  | 4                  |
| 2024  | Quartas de final   | 5                  | 6                  | 2                  | 0                  | 4                  |
| Total | 0 títulos          | 0/3                | 12                 | 4                  | 0                  | 8                  |

### Copa do Mundo
| 2009  | Bowl         | 9   | 6  | 4 | 0 | 2  |
| 2013  | Semifinais   | 11  | 5  | 1 | 0 | 4  |
| 2018  | Semifinais   | 12  | 4  | 1 | 0 | 3  |
| 2022  | Rodada final | 13  | 4  | 2 | 0 | 2  |
| Total | 0 títulos    | 0/4 | 19 | 8 | 0 | 11 |